# Ceranthia tristella
Ceranthia tristella är en tvåvingeart som beskrevs av Herting 1966. Ceranthia tristella ingår i släktet Ceranthia, och familjen parasitflugor. Arten är reproducerande i Sverige.